# Silene coronaria

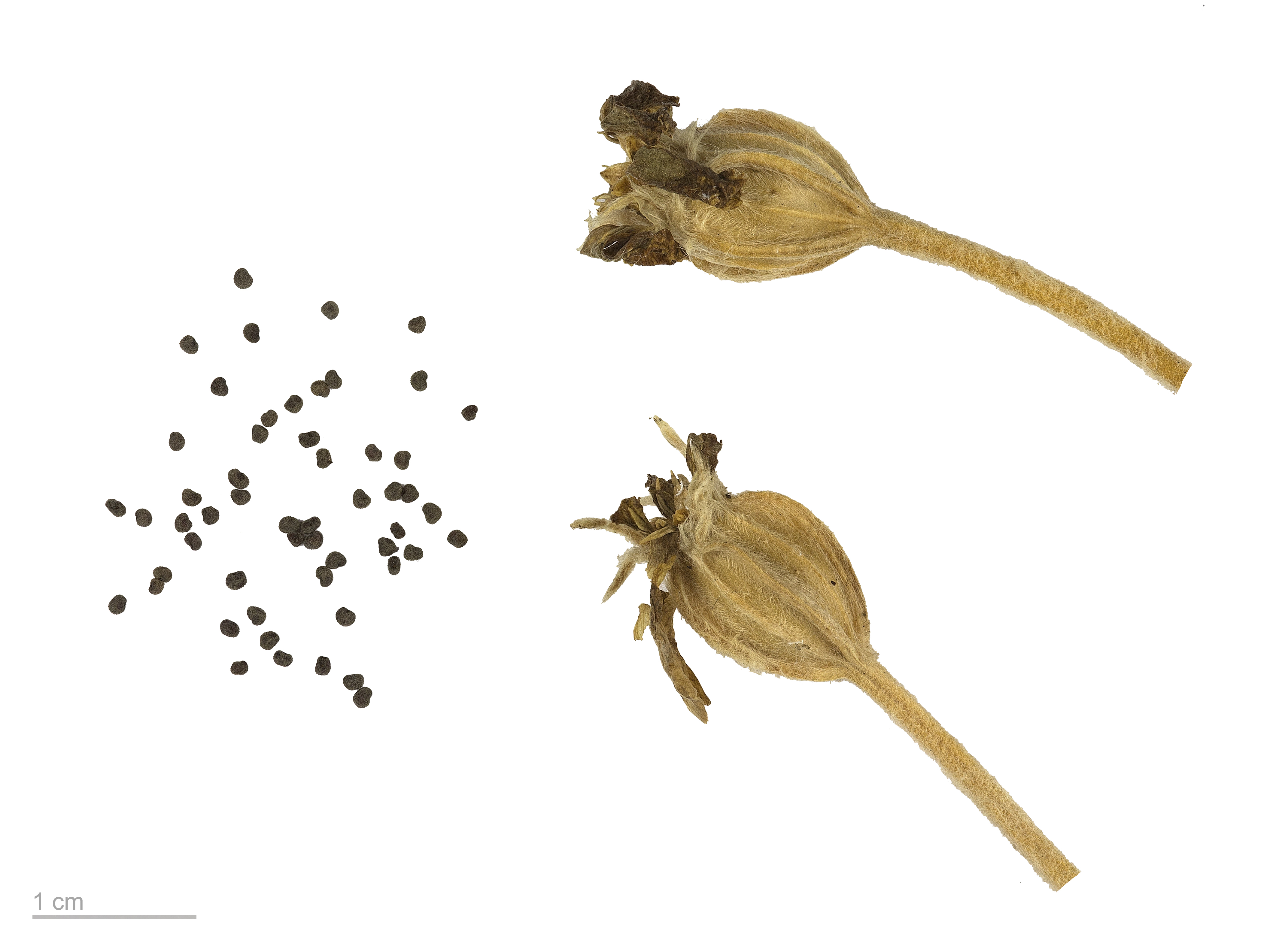
Lychnis coronaria

Silene coronaria o clavel lanudo es una especie de planta ornamental perteneciente a la familia Caryophyllaceae. Es nativa de Asia y Europa.

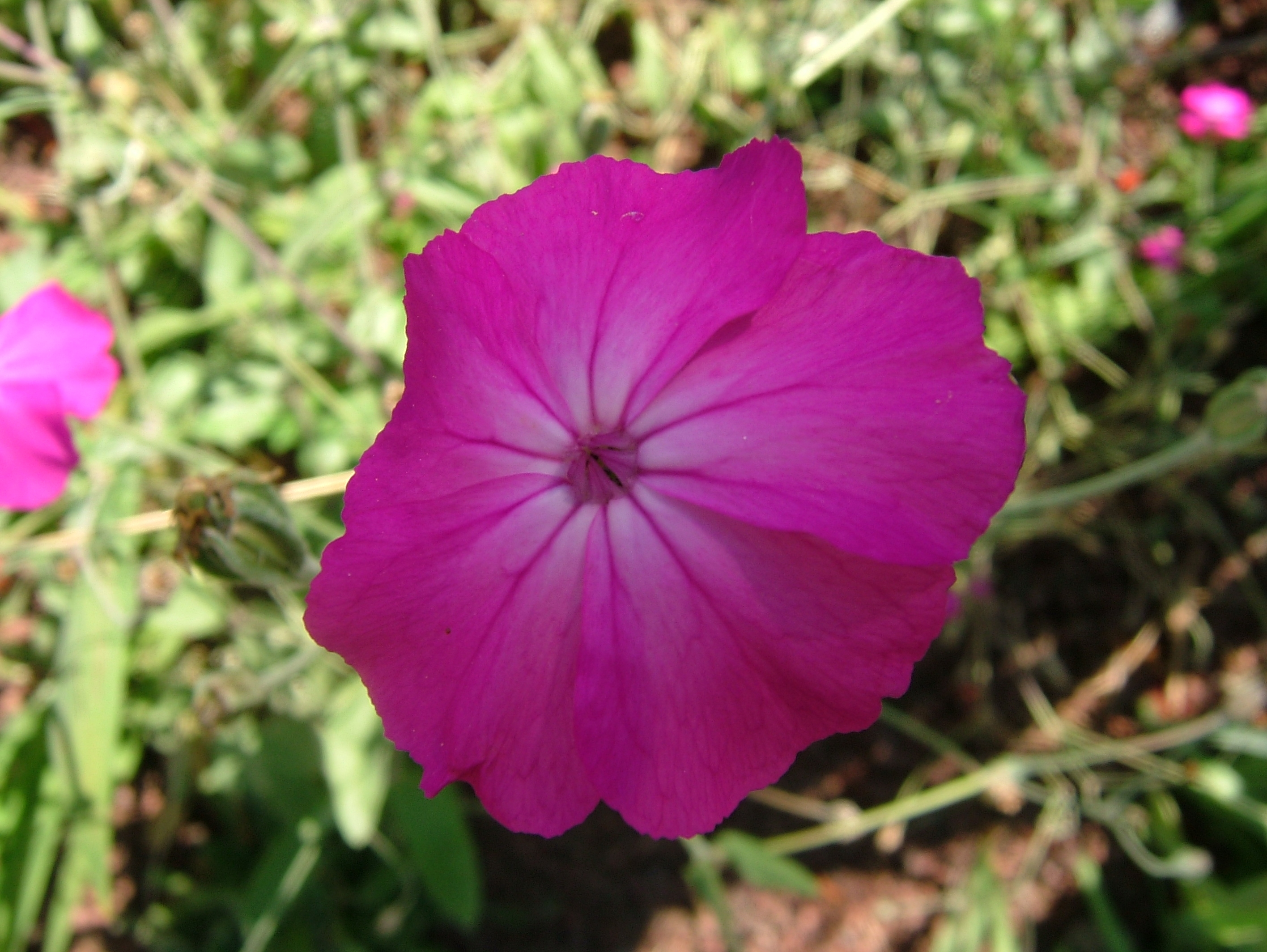
Detalle de la flor

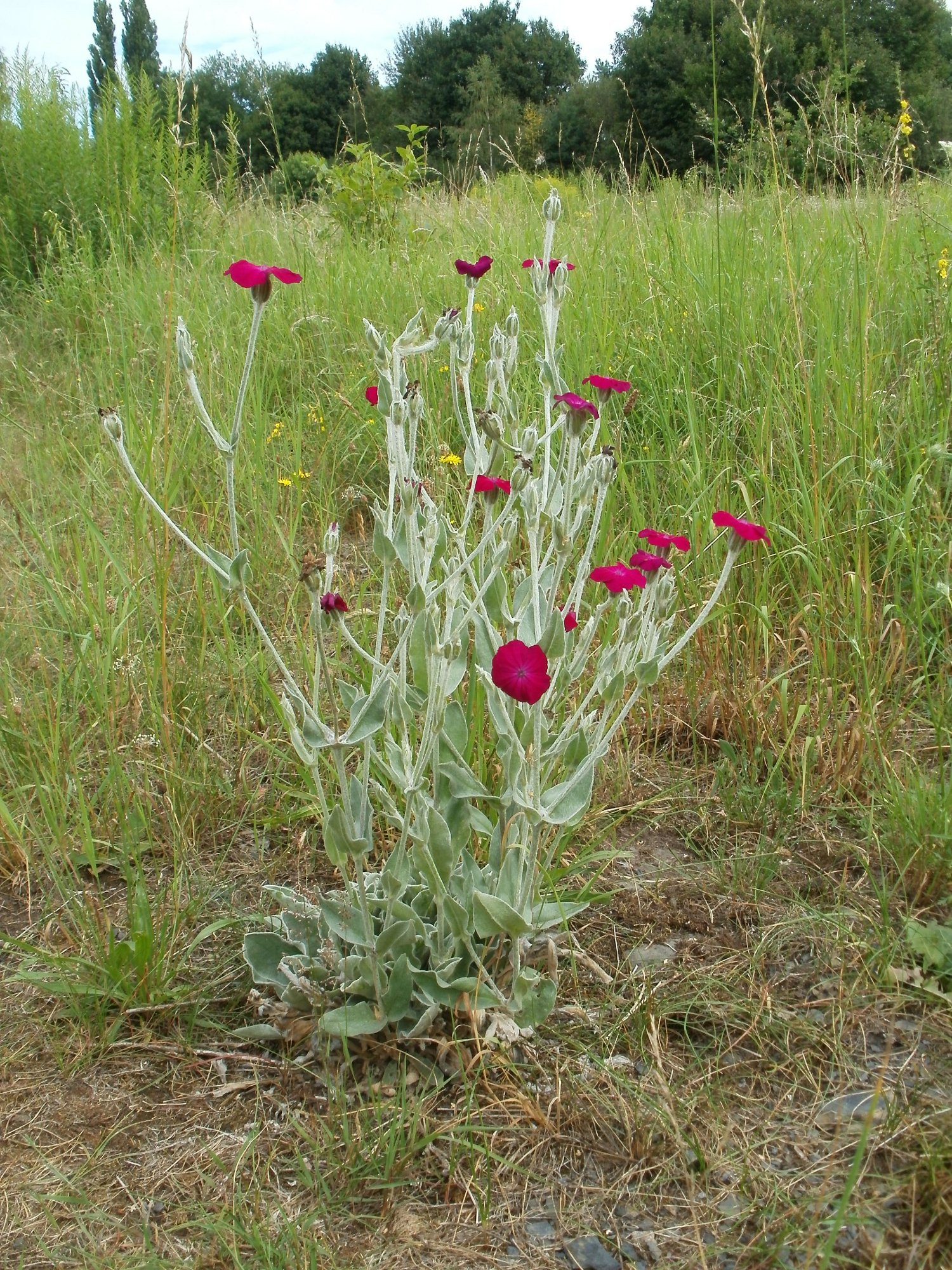
Vista de la planta

## Descripción
Es una planta perenne que alcanza un tamaño de hasta 80 cm  de altura por 45 cm  de ancho, con hojas de fieltro gris y flores individuales, de color magenta brillante producidas a finales de verano. Aunque de corta duración. A veces se cultiva como una planta bienal.
Se ha ganado el Premio al Mérito Garden de la Royal Horticultural Society.

## Taxonomía
Silene coronaria fue descrita por (Desr.) Clairv. ex Rchb. y publicado en Manuel d'Herborisation en Suisse et en Valais 145. 1811.
Etimología
El nombre del género está ciertamente vinculado al personaje de Sileno (en griego Σειληνός; en latín Sīlēnus), padre adoptivo y preceptor de Dionisos, siempre representado con vientre hinchado similar a los cálices de numerosas especies, por ejemplo Silene vulgaris o Silene conica. Aunque también se ha evocado (Teofrasto via Lobelius y luego  Linneo)  un posible origen a partir del Griego σίαλoν, ου, "saliva, moco, baba", aludiendo a la viscosidad de ciertas especies, o bien σίαλος, oν, "gordo", que sería lo mismo que la primera interpretación, o sea, inflado/hinchado.
coronaria; epíteto latino que significa "para coronas o guirnaldas".
Sinonimia
- Agrostemma coronaria L.	basónimo
- Agrostemma flos-jovis Pollich
- Agrostemma grandiflora Döll
- Coronaria coronaria Huth
- Coronaria tomentosa A.Br.
- Lychnis coriacea Moench
- Lychnis coronaria Desr.
- Silene coronaria (L.) Clairv.[6]

## Nombres comunes
- agrostema, neguillón cultivado.[7]